# Evolène

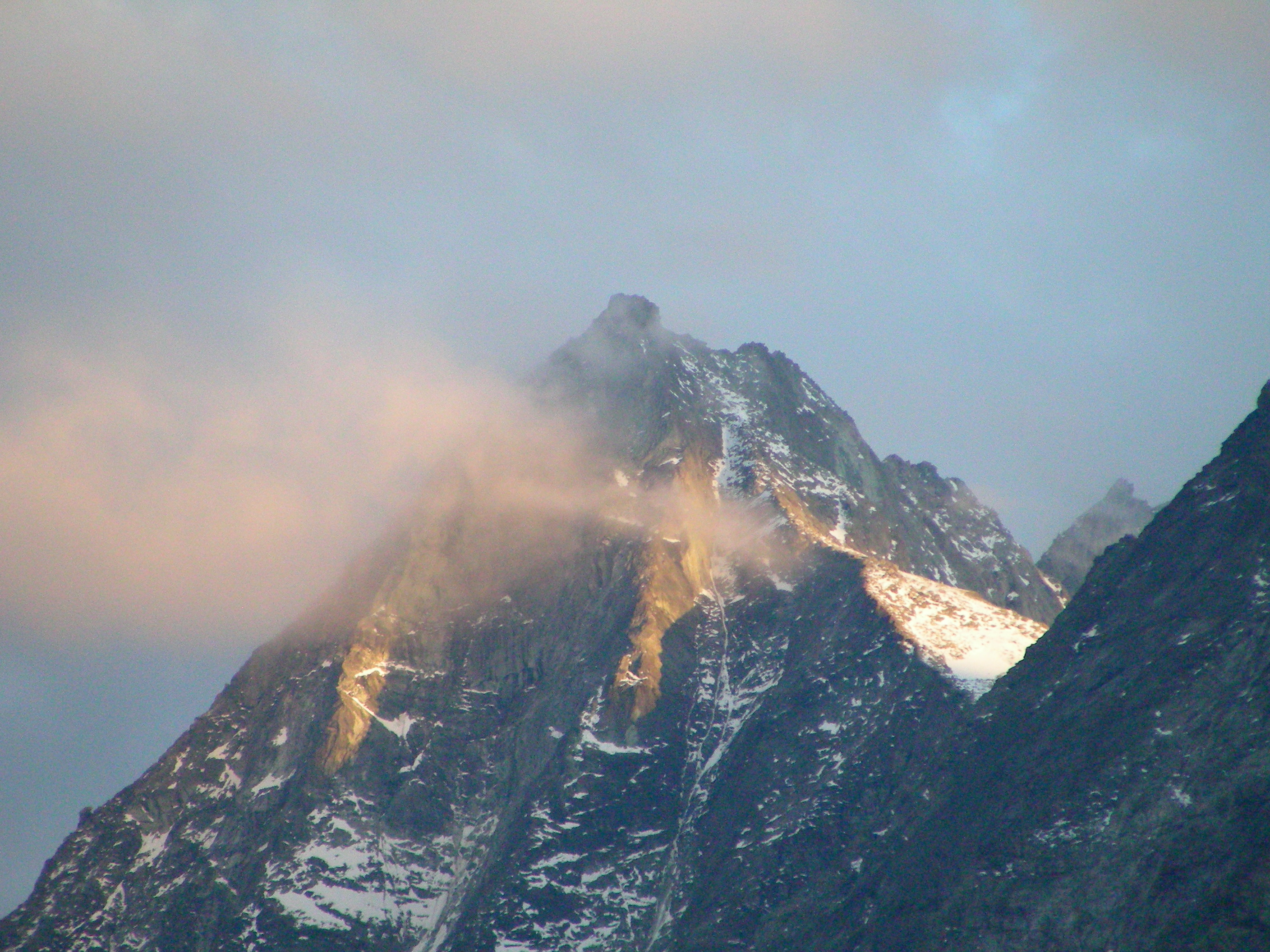
De Dents de Veisivi gezien bij avondlicht vanaf Evolène

Evolène is een Zwitserse gemeente van het kanton Wallis, gelegen in het district Hérens. De gemeente telt 1.729 inwoners.

## Ligging
De gemeente Evolène bevindt zich boven Sion in Wallis gelegen in het Val d'Hérens, vlak bij de grens met Italië. Hoewel het gebied 21.000 ha bevat, wat haar tot de op drie na grootste gemeente van Zwitserland brengt, heeft het slechts 1.729 inwoners. Dit is te wijten aan het ruige terrein van zijn territorium, waarvan de hoogste top de Dent Blanche is, met 4357 meter. Evolène kreeg ook te maken met een aantal natuurrampen zoals lawines, maar ook overstromingen van de rivier Borgne, die naast het dorp stroomt, en aardverschuivingen. De huizen zijn daarom voor het grootste gedeelte geconcentreerd op de veiligste plaatsen.
De gemeente bestaat uit verschillende dorpen, het belangrijkste is Evolène, gelegen op 1350 meter boven de zeespiegel langs de Borgne. Het dorp profiteert van zijn goede ligging, lichtjes hoger dan de rivier, zodat het buiten bereik blijft van de overstromingen, en beschermd voor lawines door de bossen en rotsformaties. De meeste huizen zijn in de oude dorpskern gelegen. De andere dorpen, zoals Arolla, Les Haudères, La Sage en Villaz hebben zulke bescherming niet en lopen dus meer risico, en dan voornamelijk voor lawines in de winter.
Het dorp Les Haudères bevindt zich niet ver van Evolène aan het einde van de Val d'Hérens. De kleine dorpjes Villaz, La Sage en La Forclaz, bevinden zich ongeveer 300 meter hoger dan Evolène, doordat ze zuidgericht zijn profiteren ze van een gulle zon. Ze strekken zich uit over een groot alpengrasland tot een hoogte van 2700 meter.

## Cultuur en recreatie
Evolène is een bescheiden skioord met 25 km piste, de skilift vertrekt vanuit Lannaz en voert de skiërs naar een hoogte van meer dan 2000m. In de zomer trekt het dorp veel wandelaars en bergbeklimmers. Dorp en dal worden overheerst door de Dents de Veisivi en, op iets meer afstand, de Dent Blanche, een van de hoogste bergen van Zwitserland.
Ieder jaar barst in Evolène rond carnaval een uitbundig volksfeest rond, waarbij de Roitschäggäta, ongehuwde mannen vermomd met zelfgesneden houten maskers, dierenvellen en koebellen op de donderdag voor carnaval de aanwezige toeristen de stuipen op het lijf jagen. Verder vindt er op carnavalszaterdag nog een gemaskerde optocht plaats.
Naar Evolène is ook een rundveeras genoemd, voornamelijk rood van kleur en karakteristiek voor het kanton Wallis. Net als op andere plaatsen in Wallis worden er in de regio rond Evolène in de maand juni koeiengevechten georganiseerd om een regionale of kantonnale koningin uit te kiezen. Deze georganiseerde gevechten stammen vanuit het instinct van de Walliser koeienrassen om de hiërarchische orde van hun diersoort behouden. Vanaf het begin van het voorjaar strijden ze onder elkaar om de eer van de koningin als aanvoerster van de Alpaufzug.
Evolène is een van de laatste bolwerken van de Arpitaanse taal, die hier in het dorp zelfs nog door kinderen gesproken wordt.

## Sneeuwlawine van 21 februari 1999
Door de grote hoeveelheid sneeuw in de winter van 1999 ontstonden verschillende lawines die in de omgeving van Evolène aan twaalf mensen het leven kostte.

### Evolutie van de klimatologische omstandigheden
De hoeveelheid sneeuw die viel aan het einde van januari en februari 1999 was enorm. Desondanks was er een goede cohesie van de sneeuw dankzij een relatief constante temperatuur.
De situatie verslechterde vanaf donderdag 18 februari, drie dagen voor de lawine. Het weerbericht noteerde vanaf deze dag een sterke stijging van de temperatuur, in de nacht van donderdag op vrijdag steeg deze zelfs 5 graden, waardoor de verbinding tussen de oude en nieuwe sneeuwlagen wegsmolt. Op dat moment was het lawinegevaar vergroot, dit wil zeggen graad 3 op een schaal van 5. De situatie werd nog niet beschouwd als kritisch en er waren nog geen noodmaatregelen nodig. De ENA (Federaal Instituut van de Studie van Sneeuw en Lawines in Davos) waarschuwde echter voor mogelijk lawinegevaar op steile hellingen gelegen boven de 1800 meter.
Op zaterdag 20 februari steeg het lawinegevaar tot graad 4 (hoog risico). Er was die nacht 30 centimeter sneeuw gevallen terwijl de temperatuur opnieuw steeg om nu 0 graden te bereiken op 1800 meter hoogte (waar het weerstation van MétéoSuisse zich bevindt). Deze nieuwe sneeuwlaag heeft de sneeuwmantel nog verzwaard en met de stijging van de temperatuur, waarbij de sneeuw gedeeltelijk smolt en de verbindingen tussen de kristallen zeer gevoelig waren geworden voor het gebied op 1800 meter hoogte, 1000 meter lager dan waar de lawines ontstaan zijn.
De situatie in Evolène, net zoals in de rest van de Alpen, werd zeer kritisch op zondag 21 februari. De temperatuur was onveranderd tussen zaterdagavond en zondagmiddag. Een opklaring die middag hielp het smelten van de sneeuw evenmin.

### Verhaal
Enorme hoeveelheden sneeuw hadden zich verzameld boven Villaz en La Sage. Een sterke wind blies nog extra sneeuw op deze hellingen. Het was 20:27, op zondag 21 februari 1999, toen de eerste twee lawines ontstonden boven Villaz op een hoogte van 2600 meter. Door de combinatie van poedersneeuw en lentesneeuw namen de lawines alles op hun weg mee: bomen, chalets, maar ook personen die zich daar bevonden. Na 1000 meter stopte de lawine aan de kantonnale weg tussen Evolène en Les Haudères. Beide lawines vormden een massa van sneeuw en puin met een hoogte van 15 meter. Hierin vond men later de lichamen terug van 12 mensen. Drie andere grote lawines en enkele kleinere lawines in de nacht van 21 op 22 februari veroorzaakten geen slachtoffers. Een van deze kwam van de helling aan de andere kant van het dal. Een ander stopte vlak bij Les Haudères en een laatste blokkeerde de enige weg van de Rhônevallei naar Evolène.